# Tympanon

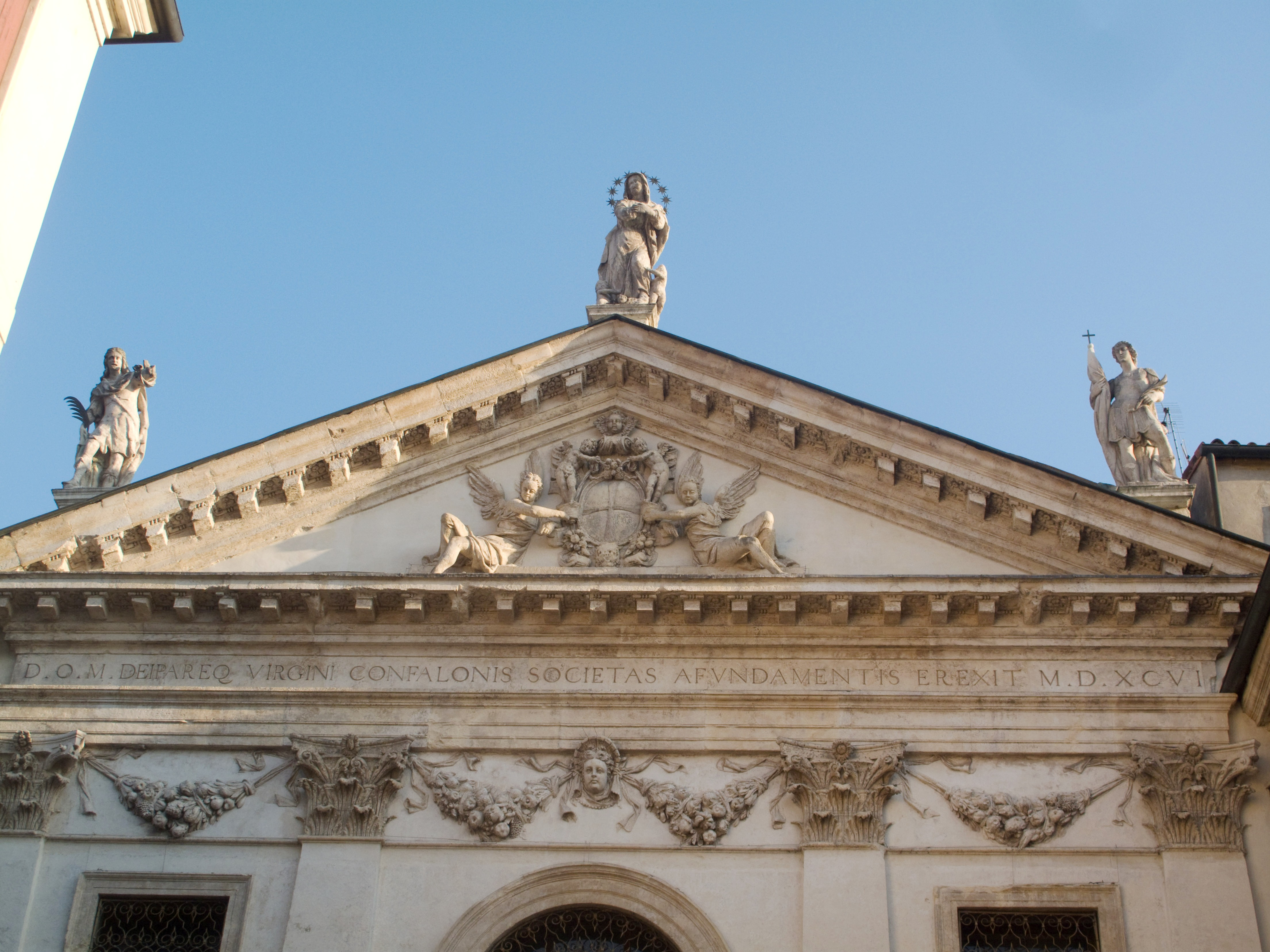
Barokní tympanon v Gonfalone, Itálie

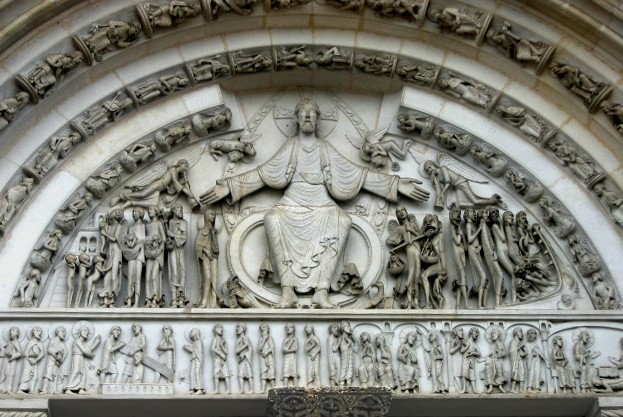
Tympanon nad hlavním vchodem do chrámu ve Vézelay, Francie (12. stol.)

Tympanon (fr. tympan, lat. tympanum) je původně svislá plocha ve štítu antického chrámu mezi hlavní římsou a střechou, v pozdější architektuře plocha nad dveřmi portálu nebo nad oknem.

## Popis
Plocha tympanonu, zpravidla polokruhového nebo trojúhelníkového tvaru, se často zdobila figurálními plastikami nebo reliéfy. U středověkých sakrálních staveb zde byly sochy svatých, často trůnící Kristus Pantokrator. Tympanon se někdy nepřesně označuje jako fronton, což je ve skutečnosti jen jeho orámování.